# これ描いて死ね
『これ描いて死ね』（これかいてしね）は、とよ田みのるによる日本の漫画。少年漫画雑誌『ゲッサン』（小学館）にて、2021年12月号から連載中。都会から離れた離島で暮らす女子高校生が、長期休業中であった憧れの漫画家との出逢いをきっかけとして、学校で漫画研究会（以下、漫研と略）を設立し、仲間やライバルたちと漫画制作に挑む物語である。2023年3月に、書店員ら漫画好きの有志が投票で選ぶ「マンガ大賞2023」で大賞を受賞し、話題となった。略称は「これ死ね」。本記事では、前日譚『ロストワールド』（旧題『デビュー』）についても記述する。

## あらすじ
| 巻 | 『これ描いて死ね』 本編 | 『ロストワールド』 |
| -- | ----------------------- | ------------------ |
| 1  | 第1話 - 第4話           | （話数未表記）     |
| 2  | 第5話 - 第8話           | 第9話              |
| 3  | 第10話 - 第13話         | 第14話             |

本作は、主人公たち漫研の現代の日常を描く『これ描いて死ね』本編と、漫研顧問の教員の過去を描く前日譚『ロストワールド』で構成される。『ロストワールド』は、『週刊ビッグコミックスピリッツ』に『デビュー』の題で、創刊40周年記念読み切り作品として掲載された後、『これ描いて死ね』単行本第1巻に『ロストワールド』と改題されて掲載された（ウェブコミック配信サイト「サンデーうぇぶり」では「第0話」として掲載、単行本第1巻には話数の表示はない）。
以降は『ゲッサン』連載の『これ描いて死ね』の第9話が「ロストワールド2」、第14話が「ロストワールド3」といった具合に、『これ描いて死ね』内のエピソードとして掲載されており、単行本第2巻以降も、単行本1冊の最後の1話が『ロストワールド』という構成になっている。

### これ描いて死ね
東京から120キロメートル南方の離島、伊豆王島。王島南高校1年生の安海相は、漫画『ロボ太とポコ太』を愛読し、漫画に登場する「ポコ太」をイマジナリーフレンドとして日々を送っている。ある日、『ロボ太とポコ太』の作者である漫画家「☆野0」が、同人誌即売会のコミティアで、10年ぶりに新作を頒布すると知り、東京本土へ、そしてコミティアへ向かう。相は多くの同人作家を目にし、「漫画は読むだけではなく自分でも描ける」と知る。そして憧れの☆野0が、自身が通う学校の教員である手島零と同一人物だと知る。相は、日頃から「漫画は嘘」「漫画は無駄」と厳しく指導する手島が☆野だという事実に衝撃を受けつつも、手島に漫画を教わることを懇願する。相の友人の赤福幸はそれを知って漫研設立を発案、美術部員の藤森心も仲間に加わる。手島は漫画を否定的に語っていたものの、相の情熱にほだされて顧問を引き受け、漫研が設立される。相たち一同は、相が常連である「寺村貸本店」の一室を部室として、手島の指導のもと、漫画制作への挑戦を開始する。さらに新たに漫研に加わった転校生の石龍光の提案で、漫研一同は初めて東京コミティアに漫画を出展。SNSでの漫画発表、文化祭での漫画発表などを通じて、一同は漫画を描く意味や、互いに協力することなどを学び、互いの理解と友情を深め、成長してゆく。手島もまた、漫研一同を「漫研の活動はあくまで趣味の範囲」と厳しく指導するものの、徐々に相たちの情熱に影響されてゆく。そして漫画を描く相に、かつての自分とは違うものを感じ、相のそばにいたいと願うようになる。やがて一同は2年に進級し、新1年生の森崎麗を漫研の仲間に迎え、麗の夢であった高知県の漫画コンクール「まんが甲子園」に、新たな夢をかける。

### ロストワールド
手島零は漫画家志望の大学生。雑誌『スピリッツ』に漫画を投稿するも、なかなか採用に至らない。ファンタジー、バトル、SFと、漫画の作風は迷走を続ける。漫画を捨てて就職するか死ぬかと迷った末、「どうせ死ぬなら最後に1本」と、現在の自分の怨念すべてを込めて、決死の信念で描いた渾身の作品は、ついに小学館新人コミック大賞で佳作を受賞。人気漫画家へびちかのもとでのアシスタントとしての修行、アシスタント仲間の寺村七との交流を経て、手島は雑誌『ゲッサン』で連載を開始し、漫画家としての第一歩を歩み始める。一方で、持ち込みの原稿が出版社で採用されない寺村七は、正反対の性格の零を当初は疎ましく思いつつ、次第に彼女に影響されてゆき、ついに雑誌で採用される。

## 登場人物

人物相関図

### 漫画研究会
安海相の原作と藤森心の作画による合作漫画が主な活動であり、「相」と「心」の字を合せて「想」、それに赤福幸の姓を合せて「赤福 想（あかふく そう）」が、漫研としてのペンネームである。
安海 相（やすみ あい）
主人公。連載開始時点で高校1年生の少女。明朗快活な性格で、漫画をこよなく愛する。作画の技量は発展途上。
手島 零（てしま れい）
漫研の顧問で、堅物の国語の教員。かつて東京で「☆野 0（ほしの れい）」のペンネームで、プロの漫画家として活動していた。
赤福 幸（あかふく さち）
相の同級生。相たちの漫画を読んで批評することで、作品の質の向上に貢献する、いわば編集者としての存在。
藤森 心（ふじもり こころ）
相の同級生。非常に内気な性格。美術部員でもあり、美術部と兼部で漫研で活動する。画力に長ける。
石龍 光（せきりゅう ひかる）
東京本土からの転校生。「ストーンドラゴン」のペンネームで大人気の同人漫画家。相たちと同学年だが、留年のため年齢は一つ上。
森咲 麗（もりさき うらら）
相たちの1年下の新入部員。漫研入会以前からペンネーム「ルゥ・ガルゥ」で、同人漫画家として活動していた。

### その他
ポコ太（ポコた）
漫画『ロボ太とポコ太』の作中に登場するタヌキ型のロボット。相のもとにイマジナリーフレンドとして現れ、助言を与える。
寺村 七（てらむら なな）
漫画専門貸本屋「寺村貸本店」の店主。『ロストワールド』では、手島のアシスタント仲間。
へびちか
人気漫画家。シリーズ累計数百万部発行の大人気作品『スイートへびいちご』の作者。光の母。

## 作風とテーマ
高校の漫画研究会を舞台に、創作の楽しさや苦しさや喜び、漫画の表現の奥深さ、主人公らの成長を描く青春劇である。『まんが道』（藤子不二雄Ⓐ著）のように漫画家を題材とした漫画は漫画界の一大ジャンルだが、本作は漫画家を目指すよりも手前の人物たちの衝動を描く作品である。『まんが道』や同様に漫画家を目指す人物たちを描いた『バクマン。』のように、漫画家を目指すという目標が、少なくとも序盤では明確に提示されていないことが大きな特徴である。
作中でも主人公「安海相」は、自身の目標を「自分が納得できる漫画を描くこと」と語っており、この台詞の通り、「漫画を商業化したい」「人気を得たい」などではなく、「自分が納得できる漫画を描く」を追求することが、この作品の主題である。作者のとよ田みのるは「フォーカスを当てるのは漫画そのもの。漫画家漫画というか、漫画の漫画」「漫画家が主役というよりも、漫画が主役というつもり」と語っており、漫画家の笠井スイも「マンガ家マンガというより『マンガマンガ』」と語っている。
漫画の初心者である主人公たちが漫画の描き方を学んでいく展開から、読者もまた漫画の描き方を学ぶことのできる、ハウツーとしての要素も含まれている。また、漫研顧問の教員「手島零」が、漫画家から教員に転身した人物であり、純粋に漫画を愛する主人公たちの影響で、捨てきれない漫画への想いを取り戻していく描写から、「過去に漫画家であった者の物語」との側面も持ち合わせている。
登場人物や台詞のまっすぐな描写も、特徴の一つである。これはとよ田のデビュー作である『ラブロマ』から共通する特徴であり、とよ田によれば、ロックバンドのTHE BLUE HEARTSが、厭世的でも皮肉でもなく、正しいことを大声で歌う姿に、強い影響を受けているという。

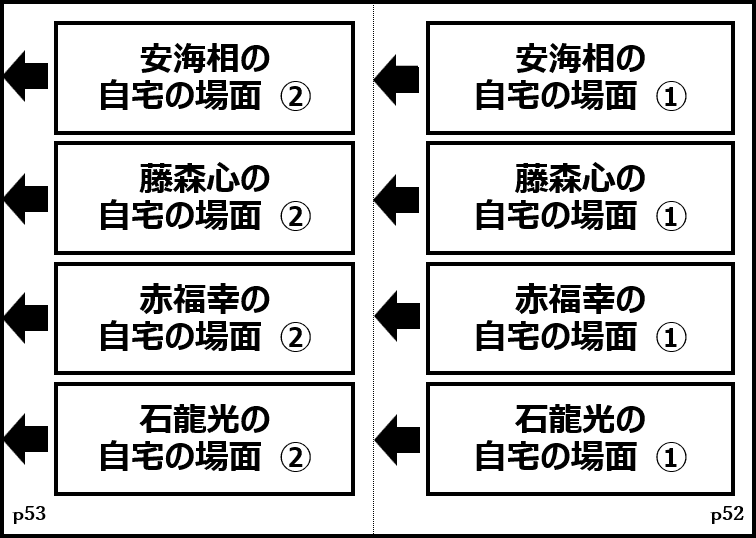
単行本第2巻第6話では、漫研一同4人の自宅でのエピソードを、各ページを4等分して同時並行で描いている。

作中で、登場人物の頭の中にあるイメージと現実とを融合させたり、作中劇である漫画のキャラクターを作中の登場人物の傍らに登場させたり、4か所ので展開されるエピソードを同時並行で描いたり（画像を参照）といった、漫画だからこそ可能な表現方法や、急な見開き、突然のカラーページといった遊び心のある展開も、特徴の一つにあげられている。優しい絵柄の中で、自分を追い詰めるために過激な言葉を使っているのも、作品の特徴である。

## 制作背景

### 構想
とよ田の前作『金剛寺さんは面倒臭い』（以下、『金剛寺さん』と略）は、ラブコメディにも関わらず序盤でハッピーエンドを提示し、全ページが見開きの回があるなど変則的なコマ割り、作品のテーマを明言する、大団円の後に蛇足といった具合に、王道の真逆を行く作品であった。そのために次の作品としては、漫画の王道としてクラブ活動を題材とした作品や、高校生ぐらいの年代を主題に置いた青春物語が構想されていた。『ゲッサン』編集長からも同作の完結後「『金剛寺さん』はマニアックだっため、次作は広く読まれる作品を」と提案され、女の子4人による部活を題材とした作品の構想に至った。
折しも同時期に、とよ田が女子高生たちの日常を描く作品『ゆるキャン△』を非常に好んでおり、「きらら系」（『まんがタイムきらら』系列の作品、または女子高生のゆるい部活を題材とした作品の総称）の世界は良い、読者たちも好きだろうし、描いてみたいといった、同作からの影響もあった。
『金剛寺さん』が先述のような作風であったため、本作はフォーマットの決まった王道のエンターテインメントを狙い、自身のエゴを出さずに読者を第一に尊重すること、過剰な背景や説明文を避けて行動で表現すること、読みやすさ、魅力的なキャラクターを心がけて制作された。とよ田によれば、親戚の約90歳のおばが、とよ田の漫画を全部読んでおり、『金剛寺さん』については「あんたの漫画はわからない」と言われたが、本作については「今度のはわかる」と言われたという。
『金剛寺さん』と本作との比較については、とよ田は「前作で全部出し切った、『我』を出しきった気がしたため、次は人のための漫画を描こうと思って、優しい漫画にした」とも語っている。「優しい漫画」にした理由について、とよ田は「世の中ひどいことが多いので、気晴らしになれば」とも語っている。

### 題材
漫研を題材としたことについては、とよ田は「何か部活モノを、というのが最初の発想で、自分が好きなものを考えたら漫画だった」と語っている。先述のように、「人のため」「優しい漫画に」と構想された一方で、人のためだけに描いていると、中身が空虚になってしまうために、その中央には自身の大切なもの、好きなものとして漫画を配置することで、バランスをとって制作することが構想された。
主人公の漫画制作の動機については、将来的に「アニメ化したい」「商業化したい」などではなく、純粋に「漫画が好きで、描きたい」と設定された。主人公の画力が劣り、画力に長ける別の人物と合作で漫画を描くという手法も、漫画制作を題材とした漫画においては王道とされている。

### タイトル
『これ描いて死ね』という特徴的なタイトルについて、とよ田は、漫画の連載前に叱咤激励、鼓舞する言葉の一つと語っている。連載開始前には常に、自分を鼓舞する目的で、漫画に対する目標をノートに書くことが常であり、本作は「漫画の漫画」として目標をノートに書き連ねる内に「これ描いて死ね」という言葉が登場したことで、タイトルに採用したという。
ただし、とよ田はタイトルについて「強すぎたと後悔もしている」と語っており、実際に読者からは「『死ね』という言葉を見るのが辛い」との反応もあった。とよ田自身も、本作の感想を「これ死ね」で検索すると、まったく関係ない恨み言のようなツイートを目にして、ダメージを受けることもあったという。「タイトルを変更できるとしたら」の問いに対して、とよ田は『これ描いてSHINE』と答えている。これはTwitterで読者が考案したもので、「死ね」と「シャイン（輝き）」のダブル・ミーニングであり、とよ田は「もしアニメ化されるなら『これ描いてSHINE』にできたら良いな」とも語っている。

### 舞台

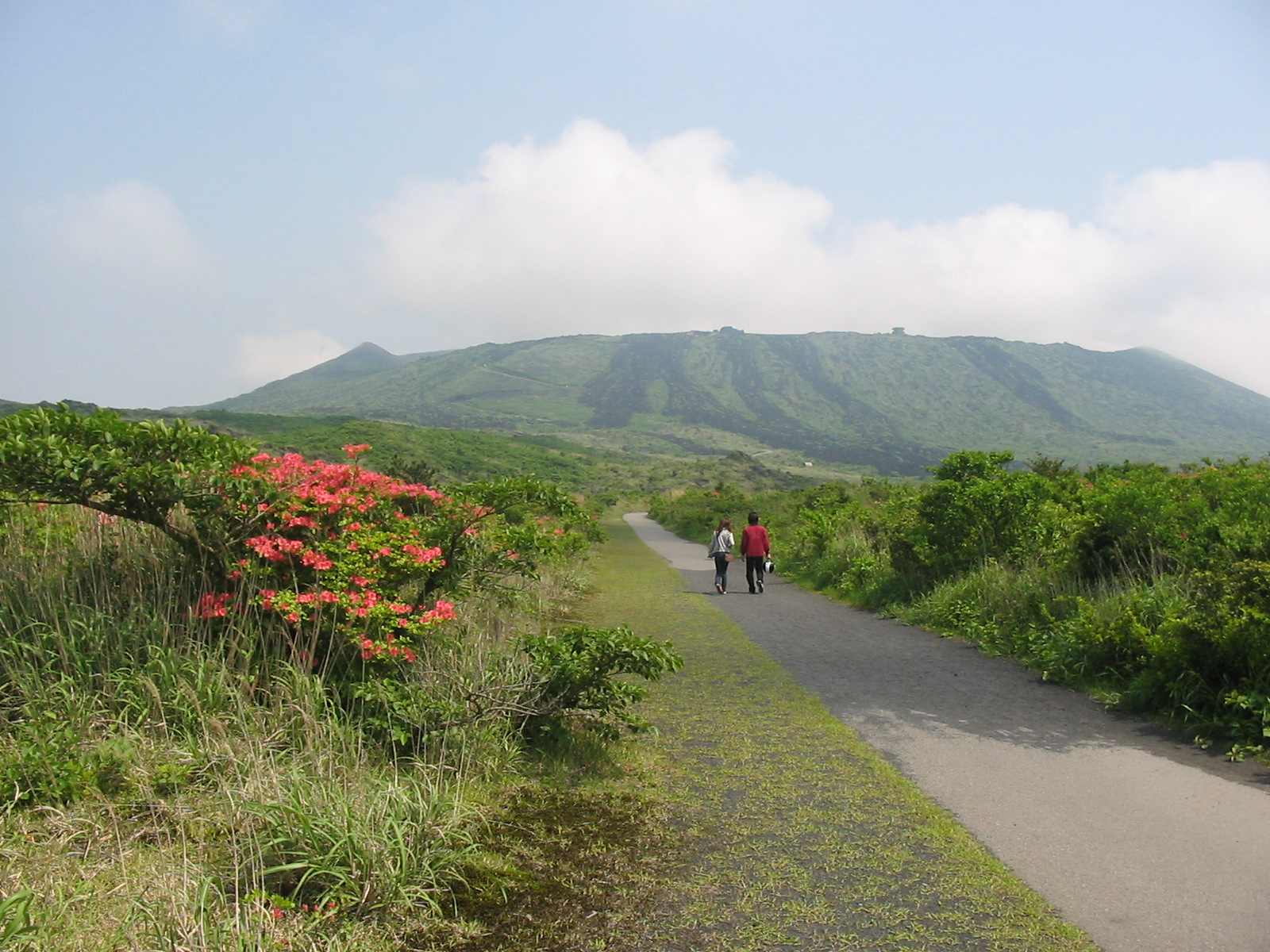
作中で漫研一同が登山する三原山

舞台となる離島「伊豆王島」は、とよ田の出身地である伊豆大島をモデルとしている。連載前に、とよ田が雑誌『ゲッサン』の編集長に出身地を聞かれ、伊豆大島と答えたところ、編集者より、出身地である島を舞台とすることを提案された。
とよ田は当初は、東京のどこかの高校で少女たちを可愛く描ければと考えていた上に、自身にとって郷里の伊豆大島は当然の場所すぎて、島が特別な場所という意識はなかった。しかし、この編集長からの提案を受けて、直感的に「島から船に乗って本土へ行くのが、冒険みたいで良い」と考えられたことで、舞台装置として島が用いられることとなった。
またとよ田が、タイムトラベルで過去から現代に来た人物が時代のギャップに驚くようなコメディを非常に好んでおり、離島から東京本土を訪れる主人公たちが、島と都会のギャップに驚く様子が、それに通じるとの狙いもあった。

### 人物
本編の主要登場人物である漫研4人は、できる限り可愛く描くことが心がけられた。また、前作『金剛寺さん』の主人公が眼鏡をかけたキャラクターだったため、本作では眼鏡をかけないようにデザインされている。少女同士の友情を意識するために、男性のキャラクターも登場していない（『ティアズマガジン』での2023年3月のインタビュー時点）。
主人公「安海相」は画力が劣るという設定であり、作中で拙い漫画を描く場面は、その拙さをあえて表現するために、とよ田の実娘（2023年3月時点で小学3年生）の絵を真似て、とよ田が左手で描いている。一方で、絵が上手という設定の人物「藤森心」や「石龍光」が描く絵は、とよ田が「天才的に絵がうまい」という実妻の漫画家のトミイマサコが担当している。
漫画を描かない「赤福幸」については、とよ田が知人の編集者に本作の構想を話したところ、「主要人物の1人は自分のように、漫画が好きなだけで漫画を描かない子にしてほしい」と言われ、「まったく漫画を描かない人物も面白い」と考えられたことによる。とよ田が漫画『柔道部物語』において、周囲が努力する中で1人だけ努力しないキャラクター「名古屋」を非常に好んでおり、同作からの影響も受けている。

### 『まんが道』からの影響
先述の漫画『まんが道』は本作に強い影響をおよぼしており、随所に同作の影響を受けたとみられる場面が多く登場する。
たとえば「あらすじ」に述べたように、主人公「安海相」が憧れの漫画家に逢いに行く物語は、『まんが道』において主人公たちが漫画家の手塚治虫に逢いに行く場面を彷彿させる、と指摘されている。
「藤森心」が漫研への入会を申し出て「安海相」との合作のきっかけとなるエピソードは、『まんが道』の主人公のモデルである藤子・F・不二雄と藤子不二雄Ⓐの、学生時代の出逢いと、その2人の合作のエピソードと重なる。転校生の「石龍光」は主人公のライバルにも位置する存在であり、登場当初からすでにコミティアやSNSで人気を博すアマチュア漫画家であることから、『まんが道』の登場人物であり、中学生時代から同人活動で活躍していた石ノ森章太郎を思わせるキャラクターと分析されている。
作中で漫研顧問の教員「手島零」が漫研のために自分の備品を提供したり、貸本屋の「寺村七」が店の一室を部室として一同を見守る様子も、それぞれ『まんが道』での手塚治虫、寺田ヒロオのエピソードからの影響と考えられている。
主要登場人物の名も、「安海」「手島」「赤福」「藤森」「石龍」「寺村」の姓の頭文字がそれぞれ、藤子不二雄Ⓐ（安孫子素雄）、手塚治虫、赤塚不二夫、藤子・F・不二雄（藤本弘）、石ノ森章太郎、寺田ヒロオに由来している。
これらの『まんが道』に登場する漫画家たちは、多くの漫画家が活動拠点としていた実在のアパート・トキワ荘を活動拠点としているが、「安海相」と「藤森心」が合作で漫画を描き、そこへ天才肌の「石龍光」が仲間に加わるという図式もまた、トキワ荘を彷彿させると指摘されている。
とよ田は、自身にとって漫画といえばイコール藤子不二雄であり、藤子・F・不二雄と藤子不二雄Ⓐであることから、名前に用いたという。また2人の藤子不二雄に最も影響を受けたことから、2人へのオマージュを込めている、とも語っている。

### 前日譚
本作の構想時に、『週刊ビッグコミックスピリッツ』の馴染みの編集者からとよ田へ読み切りの依頼があった。とよ田がそれに対して、主人公を導く人物、即ち漫研顧問の教員「手島零」の前日譚を発案したところ『スピリッツ』側に快諾され、同誌に掲載された作品が『ロストワールド』（『デビュー』）である。
作品名『ロストワールド』は、『これ描いて死ね』の第1話の副題が「来るべき世界」であり、未来に進む若い子供たち、挫折の経験のある人物の対比を、手塚治虫の初期SF3部作とされる漫画『来るべき世界』と『ロストワールド』にかけたものである。『スピリッツ』掲載時には対比する作品が無く、『ロストワールド』では意味がわからないと考えられたために、単体でも通用する作品名『デビュー』で掲載された後、単行本第1巻収録時に、第1話『来るべき世界』の対比として『ロストワールド』へ改題された。
『これ描いて死ね』本編では、主人公たちが自分の手で作品を生み出す喜びが描かれる一方で、前日譚『ロストワールド』では、過去の新人漫画家が自分の限界を知る無力感が描かれている。この前日譚での新人漫画家の姿については、漫画家にとって残酷なエピソードも描かれているが、とよ田はその大部分が自身の実話といい、「体験談にフィクションを交えて描いている」「『あの時、死にそうだったな』という気持ちを乗せている」と語っている。
作風としては、本編は可能な限り緩く、可愛く、わかりやすく描かれている一方で、前日譚は以前のとよ田の作品に近い作風で描かれている。また先述のように、本編での主要人物4人は眼鏡をかけないようにデザインされたが、とよ田自身が眼鏡キャラクターを非常に好んでいるため、前日譚では眼鏡をかけないとの制約を外した結果、眼鏡をかけたキャラクターが非常に多くなっている。
前日譚単体でも物語としては成立し、実際に読者からは「『ロストワールド』だけを読みたい」との意見も寄せられている。しかし、前日譚はマニアックな作風のために、読者に深く繋がる一方で広くは届かないと考えられたため、また優しくポジティブな作風である本編のバランスをはかるために、本編と前日譚の双方を往復する形式として描かれている。とよ田はこうした手法を、本編を楽しむための刺激として、寿司に対するワサビにもたとえている。

### コミティア
作中で重要な役割を果たすコミティアは、実在のイベントである。主人公の漫画制作の動機が、純粋に「漫画が好きで、描きたい」との設定であることから、創作に対するその純粋な想いを表現する場、商業作品も同人作品も共に発表が可能な場として、コミティアが用いられることとなった。「コミティアの名前をもじるのに抵抗があった」との理由で、コミティアの許可を得た上で、「コミティア」の名でそのまま用いられている。
とよ田自身、長期にわたってコミティアにサークル参加していることから、とよ田のその実体験が存分に活かされており、漫画が好きな人や、創作をしている人が共感できる要素が多く描かれている。作中の登場人物が描いたという設定の漫画作品は、とよ田の同人作品として実際に発行されており、コミティアでも頒布されている。

## 社会的評価
漫画編集者であるササキバラ・ゴウは、主人公の漫画好きをまっすぐに表現しきっていることが印象的として、素朴でシンプルな気持ちを読者に強く訴える作者の力量を評価すると共に、「一昔前であれば漫画家になれない者は漫画を諦めることが当然であり、現在は漫画をただ自由に描けば良い時代になったという時代の変化を実感した」として、「単に『漫画を描く漫画』として、すがすがしい読後感を与えてくれる」と評価している。フリーライターの古林恭も同様に、漫画を描く厳しさや大変さよりも、漫画を読んで描くことが好きで楽しい気持ちがストレートに描かれている様を評価している。
ニッポン放送のラジオ番組『ミューコミVR』では、同局のアナウンサーである吉田尚記が、漫画家が漫画の物語を描くことの面白さや、離島を舞台とする物語を伊豆大島出身であるとよ田みのるが描くことによる現実感、加えて作中で登場人物が藤田和日郎など実在の漫画家や漫画の魅力を細かく語ることにより、とよ田がそれらの漫画家や漫画を非常に尊重していることを、本作の魅力に挙げている。
漫画解説者の南信長は、主人公たちが初めてコミティアに参加して、自分たちの製作した同人誌が初めて売れたときの描写を、自身が同人誌を製作して即売会に参加したときの体験と重ねて、共感を感じている。また、漫研顧問の教員が、漫画の存在意義に対して否定的な意見を述べながらも、主人公の情熱に刺激を受けて影響されていく描写も、本作の特長としている。この顧問教員の描写については、朝日新聞の漫画やアニメの記事の担当記者である小原篤も、いわゆる「ツンデレ」のキャラクターとして「圧倒的に好き」と語っている。
産経新聞文化部の放送・漫画担当記者である本間英士も南と同様に、初めて作品を完成させたときの喜び、揃いのTシャツを作ってコミティアへ初めて参加するときの期待感、自分たちの作品がコミティアで初めて売れたときの感動など、初めての体験を通じて感じた嬉しさの現実感、新たな世界への扉を開ける姿を評価している。また本間英士は、こうした明るい作風の一方で、「漫研顧問の教員がかつて漫画家業として疲弊した過去を持つにもかかわらず、未だ内面には漫画への情熱を秘めており、それを主人公に刺激される様子によって、作品に深みが加わっている」と分析している。画風について本間は「良い意味で脱力感のある独特の作画」として評価している。
フリーアナウンサーの宇垣美里は画風について「ポップで可愛らしい」とし、一目見ただけで喜怒哀楽がわかる描写を評価している。
漫画研究家の斎藤宣彦は、『まんが道』の作者である藤子不二雄Ⓐが本作発表開始の翌年に死去したことと合わせ、本作同様に同人漫画制作やコミティア出展を題材とした漫画『メタモルフォーゼの縁側』と本作を、「まんが道マンガ」と呼び、『まんが道』における創作の楽しさや苦悩の描写を受け継ぐ作品として評価している。
ニュースサイト「まいじつエンタ」のライターである富岳良は、本作同様に漫画を題材とした漫画作品の内、商業的な成功を目指す物語の『バクマン。』、プロの生き方そのものを問う『G戦場ヘヴンズドア』と比較して、本作を純粋に漫画を趣味として楽しむ作品として、「世界一ピュアな漫画家漫画」と評している。また、前述のように主人公が純粋に漫画を愛する描写や、漫画に対して初めて経験することの喜びに加えて、過去にプロの漫画家であった漫研顧問、アマチュアながら現役の漫画家として活動する転校生の登場により、過去に創作していた者、現役で創作する者、まだ創作を始めていない者と、どんな視点からでも楽しめるように作られていることを、本作の魅力として挙げている。
編集者・ライターの島田一志は、漫画を人生の支えとして育った主人公と、漫画に否定的な態度をとる教員との対比、さらにその教員こそが主人公の愛した漫画の作者であり、しかもその教員が、序盤では自身の漫画が現実に主人公を救っていたと自覚していなかったことを指して、捻りのきいた演出の巧妙さを評価している。また登場人物の1人が、気難しい母親を説得するために、自分の想いを漫画に描いて見せるエピソードを指し、彼女にとっては漫画こそが真実に他ならないとして、先の主人公と合わせ、本作を「漫画は嘘ではない」をテーマとする、極めて骨太な作品との見解を示している。他に、「漫画家への夢にひたむきに進む主人公たちと顧問教員が、作品を生み出す喜びや苦しみを分かち合って、互いに成長する姿に心を打たれる」との意見も寄せられている。

### 受賞
2022年（令和4年）8月のniconicoと『ダ・ヴィンチ』による漫画賞「次にくるマンガ大賞」では第16位、同2022年12月のフリースタイルによる漫画ランキング『THE BEST MANGA 2023 このマンガを読め!』では第10位に選ばれた。
同2022年12月、現役漫画家や漫画ファンから「漫画を描きたくなる漫画」「創作に携わるすべての人におすすめしたい」などと注目が集まったことで、宝島社によるムック『このマンガがすごい! 2023』で、オトコ編で第6位を獲得した。誌上では、主人公の漫画に対する愛に加えて、登場人物たちの家族の漫画への反対、作中での漫画制作の作画と内容の品質の乖離など、登場人物たちの友情や葛藤が、本来なら辛く苦しく表現されそうなところが、重く暗くは描かれていない点もまた評価された。
2023年（令和5年）3月には、マンガ大賞実行委員会によって主催される「マンガ大賞2023」の大賞に選ばれた。投票者たちからは「創作活動に興味がある方なら必ず刺さる」などといった声があった。この授賞式でも、先述のササキバラ・ゴウや古林恭（本の総合誌「ダ・ヴィンチ」のライター）と同様に、主人公たちが純粋な気持ちでまっすぐ創作に挑む、眩しい姿が印象深いとの意見があり、とよ田は「島の子のために純朴さに現実味が増し、島を舞台にしたのが大きい」と分析している。
2025年（令和7年）1月、第70回小学館漫画賞を受賞した。漫画賞の審査員の1人である漫画家の松本大洋は、主人公の憧れる漫画家が、実は自身の通う学校の教員だったという設定を指して「美しい島の中で繰り広げられるおとぎ話」と評すると共に、漫画制作の過程では、漫画に助けられる一方で、漫画のために苦痛に陥る状況もあり、その両方を描写していることを評価し、「この作品はすべての審査員が大好き」「とにかく圧勝でした」と絶賛した。

### テレビ報道
マンガ大賞受賞がテレビの各情報番組などで取り上げられた際に、日本テレビ『スッキリ』内で、お笑いコンビのティモンディの前田裕太が漫画大好き芸人として「自分の好きなことを突き詰めていくことの良さ、尊さを感じる作品」と語り、かつて野球選手の道を諦めた自身の立場から「夢を諦めてしまった人、現実を知って心が疲れてきてる人にこそ読んでほしい。僕にとっては救いの本」と語った。同番組においてアナウンサーの下川美奈は「青春物語でありながら漫画の裏話もわかり、先生にとてもシンパシーを感じる」と語った。
TBSテレビ『ひるおび』内で落語家の立川志らくが、主人公たちが合作で漫画を作り上げる様を指して「勝利よりも友情を重んじるため、若い読者が共感しやすい作品」と分析した。
TBSテレビ『王様のブランチ』では芸人の秋山寛貴（ハナコ）が、「お勧めの漫画」として本作を紹介し「楽しい表現」「とよ田先生自身が漫画が好きなのが伝わってくる」といった点を本作の魅力とした。

### コミティアによる評価
コミティアの実行委員会代表である吉田雄平は、マンガ大賞受賞を受け「純粋に創作に取り組む主人公たちの姿に胸を打たれ、コミティアに参加する方へお勧めしたい作品」と語ると共に、世間的にコミティアの知名度はまだ低く、コミティアの継続のために新しい参加者を増やすことがイベント開始当初からの課題であることから、大賞受賞作である『これ描いて死ね』を読んでコミティアの知名度が増すことに、感謝の意を表している。
こうした事情を受けて、コミティアのパンフレットである『ティアズマガジン』では、コミティアの広報を目的として、作中にコミティアが登場する商業作品を紹介する新連載「創作の中のコミティア」が開始され、第1回で『これ描いて死ね』が取り上げられている。
この連載においては、作中で主人公たちがコミティアやSNSで漫画を発表する場面を指して、かつて漫画の発表の場がプロのみであった時代と違い、現代はプロとアマチュアの区別のないインターネットや同人誌即売会などの場が用意されているために、「読者に対しても自分にとっても、『漫画とは何か』を問いかける作品」と評価されている。

## 書誌情報
- とよ田みのる 『これ描いて死ね』 小学館〈ゲッサン少年サンデーコミックス〉、既刊7巻（2025年4月11日現在）
  1. 2022年5月17日発行（2022年5月12日発売[77]）ISBN 978-4-09-851143-3
  2. 2022年10月17日発行（2022年10月12日発売[78]）ISBN 978-4-09-851326-0
  3. 2023年4月17日発行（2023年4月12日発売[79]）ISBN 978-4-09-852021-3
  4. 2023年9月17日発行（2023年9月12日発売[80]）ISBN 978-4-09-852816-5
  5. 2024年2月14日発行（2024年2月9日発売[81]）ISBN 978-4-09-853140-0
  6. 2024年8月13日発行（2024年8月8日発売[82]）ISBN 978-4-09-853538-5
  7. 2025年4月16日発行（2025年4月11日発売[83]）ISBN 978-4-09-854061-7

## テレビアニメ
2025年3月にテレビアニメ化が発表された。